# 진성여왕
진성여왕(眞聖女王, ? ~898년 1월 4일(897년 음력 12월 4일, 양력 율리우스력 897년 12월 31일), 재위: 887년 음력 7월 ~ 897년 음력 6월 1일(양력 7월 8일))은 신라의 제51대 국왕이자 한국사에 등장하는 마지막 여왕이다.

## 개요
성은 김(金)이고, 휘는 만(曼) 또는 원(垣)이며 본관은 경주(慶州)이다. 경문왕과 문의왕후 김씨의 딸이자 헌강왕과 정강왕의 동생이다. 최치원이 시무10조를 만들어 올린 왕으로도 유명하다.
재위 기간 동안 견훤의 무진주 점령과 후백제 건국(892년), 원종과 애노의 난(889년)이 일어나는 등 신라 말의 혼란기가 본격적으로 시작되었다.

## 생애
경문왕과 문의왕후의 소생이다. 둘째 오라버니인 정강왕이 후사를 남기지 못하고 죽자 정강왕의 유지에 따라 887년 음력 7월 즉위하였다. 소행이 좋지 못하고 음란하기 그지없었던 진성여왕은 색욕에 빠져 수많은 미소년들을 징집하여 처소로 불러들인 뒤 음사를 즐기는 데에만 주력하여 나랏일을 제대로 돌보려 하지 않았다. 그 때문에 여왕에게 아첨하는 간신들의 무리가 나라의 권력을 장악하여 상벌이 함부로 행해지고, 뇌물이 난무하고, 관직을 매수하는 등 조정의 기강이 무너지기 시작했다.
이렇듯 왕실과 조정의 권위가 땅에 떨어지자 자연스레 지방에 대한 통제력을 상실해가는 데다가 왕의 심한 낭비로 국고가 텅텅 비어 각 지방의 호족들을 닦달하여 세금 납세를 독촉하였다. 그러자 민심은 점차 흉흉해져 여기저기서 민란과 도적이 숱하게 일어나게 되었다. 그 기회를 놓치지 않고 지방의 호족들은 각자 독자적 세력을 키우는 데 전념하였다. 조정에서는 그들을 도적이라고 부르며 군대를 파견해 진압을 하려 했으나 번번이 실패하고 말았다. 그 뒤로 조정의 힘은 겨우 수도인 서라벌 주변에 한정될 정도로 급격히 쇠락해갔으며, 지방 호족들은 서로 간에 힘겨루기 양상을 보였다. 치열한 싸움 끝에 살아남은 견훤과 궁예가 각자 나라를 세우자 후삼국 시대의 서막이 열렸다.
이렇듯 나라가 분열해가자 894년 진성여왕은 최치원을 아찬으로 임명하여 그의 조언에 따라 조정을 일신하고자 895년 원봉성(元鳳省)을 신설하는 등 신라 국정에 안간힘을 쓰기 시작했다. 그러던 도중 897년 음력 6월 1일(양력 7월 4일), 병마에 시달리던 진성여왕은 헌강왕의 서자인 요를 태자로 삼아 왕위를 물려주었다. 897년 음력 12월 4일(양력 12월 31일) 승하하였다.
각간 김위홍과 대구화상에게 명하여 《삼대목》을 편찬케 하였으나 전하지 않는다.

## 평가
삼국사기와 삼국유사는 진성여왕을 상당히 비판적으로 보고 있다. 삼국사기는 진성여왕이 위홍이 죽은 뒤 젊은 미남 두세 명을 남몰래 불러들여 음란하게 지내고, 그들에게 요직을 맡기면서 국정이 문란해졌다고 기록하고 있다. 그래서 거리에 국정을 비판하는 글이 붙을 정도로 민심이 크게 동요했다고 한다. 삼국유사에는 유모인 부호부인과 그의 남편인 위홍 등 서너 명의 총신들이 권력을 마음대로 휘두르며 국정을 어지럽혀 도적들이 벌떼처럼 일어났다고 적혀 있다.
그러나 최치원의 사사위표에는 진성여왕이 사심이 없고 욕심이 적으며, 몸에 병이 많아 한가함을 좋아하고, 말해야 할 때가 된 뒤에야 말을 하고, 한번 뜻한 바는 빼앗지 못하는 굳은 의지를 지닌 인물로 기록되어 있다. 최치원이 쓴 양위표나 낭혜화상탑비 등에서도 진성여왕을 성군으로 묘사하고 있다.

## 공저
- 《삼대목》, 위홍, 대구화상과의 공저

## 가계
- 부왕 : 경문왕(景文王, 841/846~875, 재위:861~875)
- 모후 : 문의왕후
  - 숙부 겸 남편 : 김위홍(金魏弘, ? ~888)
    - 의붓아들 : 김양정(金良貞)

## 진성여왕이 등장하는 작품
- 《태조 왕건》, KBS, 2000년 ~ 2002년, 배우 : 노현희

### 영화
- 《진성여왕》, 1964년, 배우: 도금봉
- 《천년호》, 1969년, 배우 : 김혜정
- 《천년호》, 2003년, 배우 : 김혜리

## 같이 보기
- 통일신라
- 발해
  - 대현석 (871년 - 895년)
  - 대위해 (895년 - 906년)